# Sven Skogh
Sven Alfred Skogh, född 16 juli 1899 i Malmö, död 1 augusti 1988, var en svensk ämbetsman.
Sven Skogh var son till arbetsförmedlingsdirektören Nils Skogh. Han studerade efter studentexaemn i Malmö 1918 vid Lunds universitet och blev där filosofie kandidat 1921 och filosofie licentiat 1929. 1922 anställdes han som amanuens i Socialstyrelsen, där han 1926 blev byråassistent och 1934 byråinspektör för ärenden rörande arbetsförmedling. 1939 blev han expert och sekreterare i Statens arbetsmarknadskommission (från 1948 Arbetsmarknadsstyrelsen), där han från 1940 var chef för arbetsförmedlingsbyrån. Dessutom var han lärare vid Statens polisskola från 1938 och vid Socialinstitutet i Stockholm från 1943. Skogh spelade en betydelsefull roll vid lösandet av aktuella arbetsmarknadsproblem, bland annat 1928–1932 som sekreterare i 1927 års arbetslöshetsutredning, 1932 som sakkunnig angående träförädlingsindustrin i Norrbotten och 1932–1934 som socialt ombud i Statens arbetslöshetskommission. Vidare har han varit expert hos rationaliseringsutredningen 1936–1938, sekreterare hos svenska nämnden för nordiskt arbetarutbyte 1938 samt ledamot av sociala försvarberedskapskommittén 1939, av kommittén för Rågösvenskarna 1940 och av Statens flyktingnämnd från 1941.